# 奔牛站
奔牛站是一个京沪线上的铁路车站，位于江苏省常州市新北区奔牛镇（原属武进区），邮政编码为213131。车站由上海局集团常州直属站管辖，目前为三等站，不办理客运业务；货运办理整车普通货物及专用线货运业务 。站内设有两条专用线，分别为江苏燕进石化有限公司专用线和江苏奔牛港务集团有限公司奔牛分公司专用线，其中奔牛港为木材煤炭中转枢纽:447。

## 历史
奔牛站随沪宁铁路建于1903年，1907年10月竣工，1908年4月1日通车。当时车站设有3条股道，每日停靠3对列车。当时车站靠近港口，部分长江以北及京杭运河城镇客货流均仅由本站转运，使得本站发送客流一度超过丹阳站。1950年代，车站由三等站下调为四等站。1968年车站改造候车室，并新建货场:445。
1971年车站及上下行区间开始复线化工程，1972年4月开通至上行吕城区间，1975年开通至下行新闸镇区间。同时1974年车站等级上调为三等站。车站货运主要中转来自/发往武进、江阴、扬中、宜兴、金坛、张家港等地，进口以煤为主，出口以粮食为大宗:446。
2006年7月1日，车站及上下行区间实现电气化。2007年2月1日，车站停办客运业务；7月1日起又停办零担货运业务。车站在停办客运业务前每日有6趟列车停靠:447。

## 图片

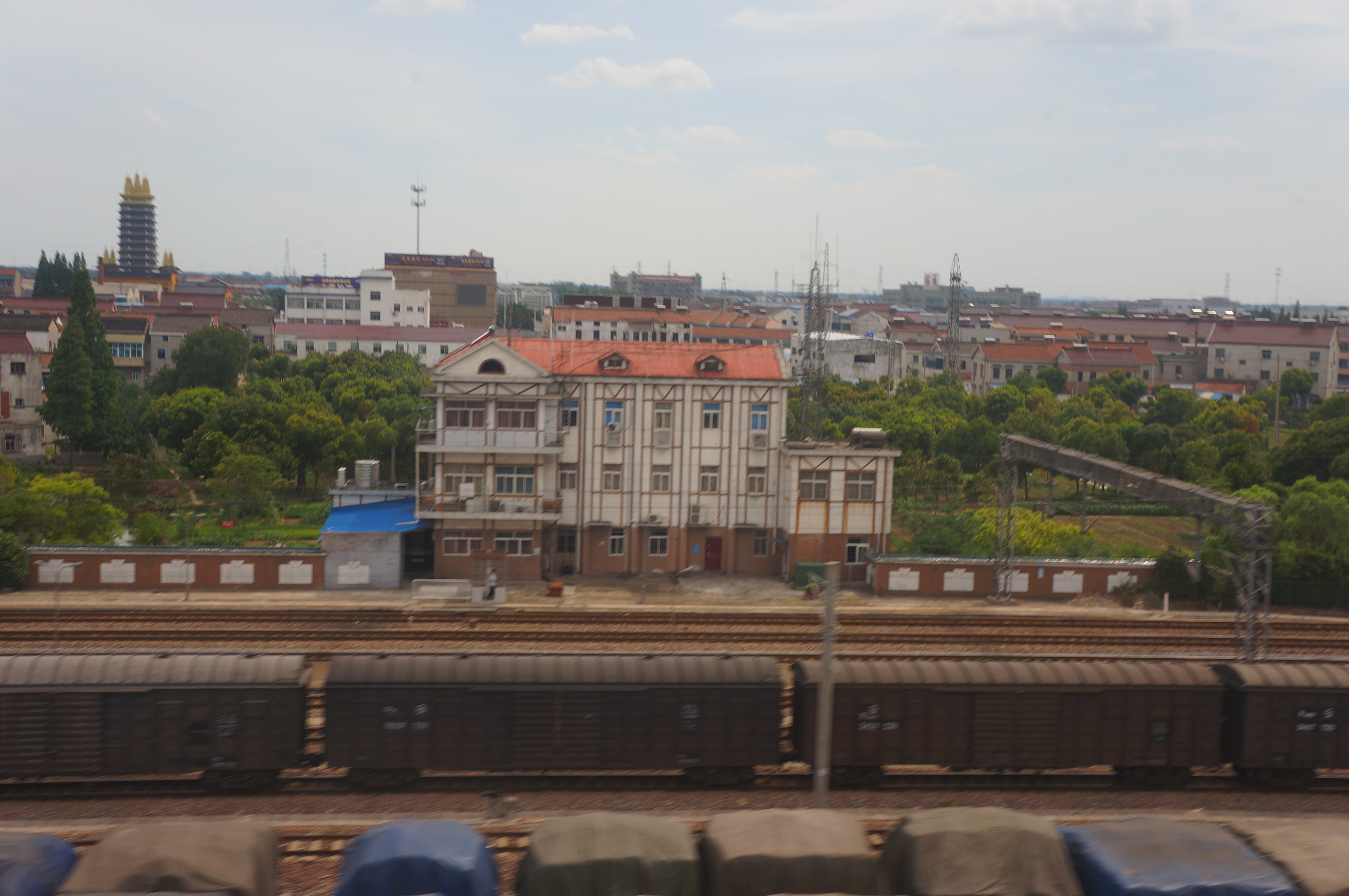
行车室俯瞰
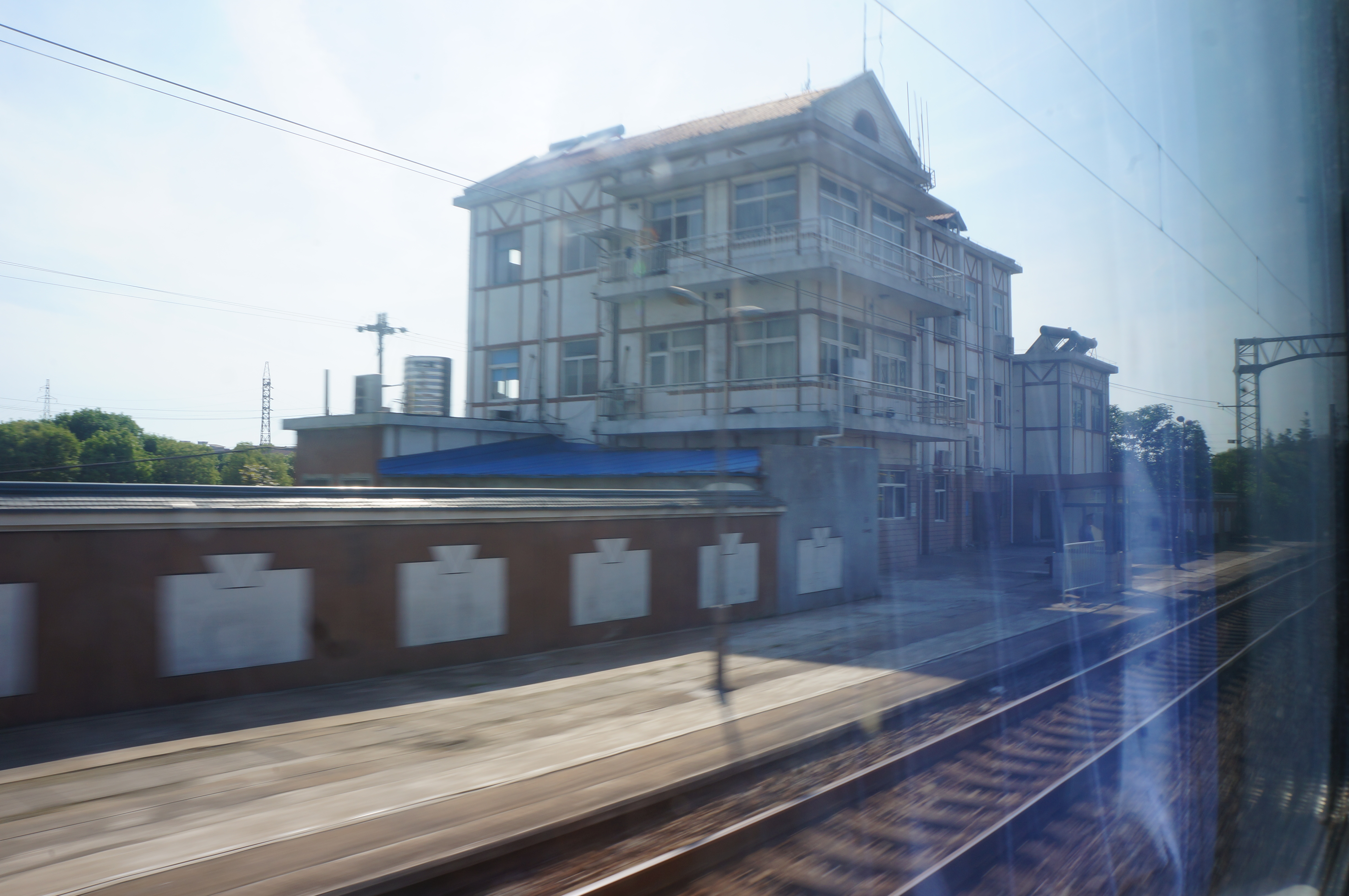
行车室
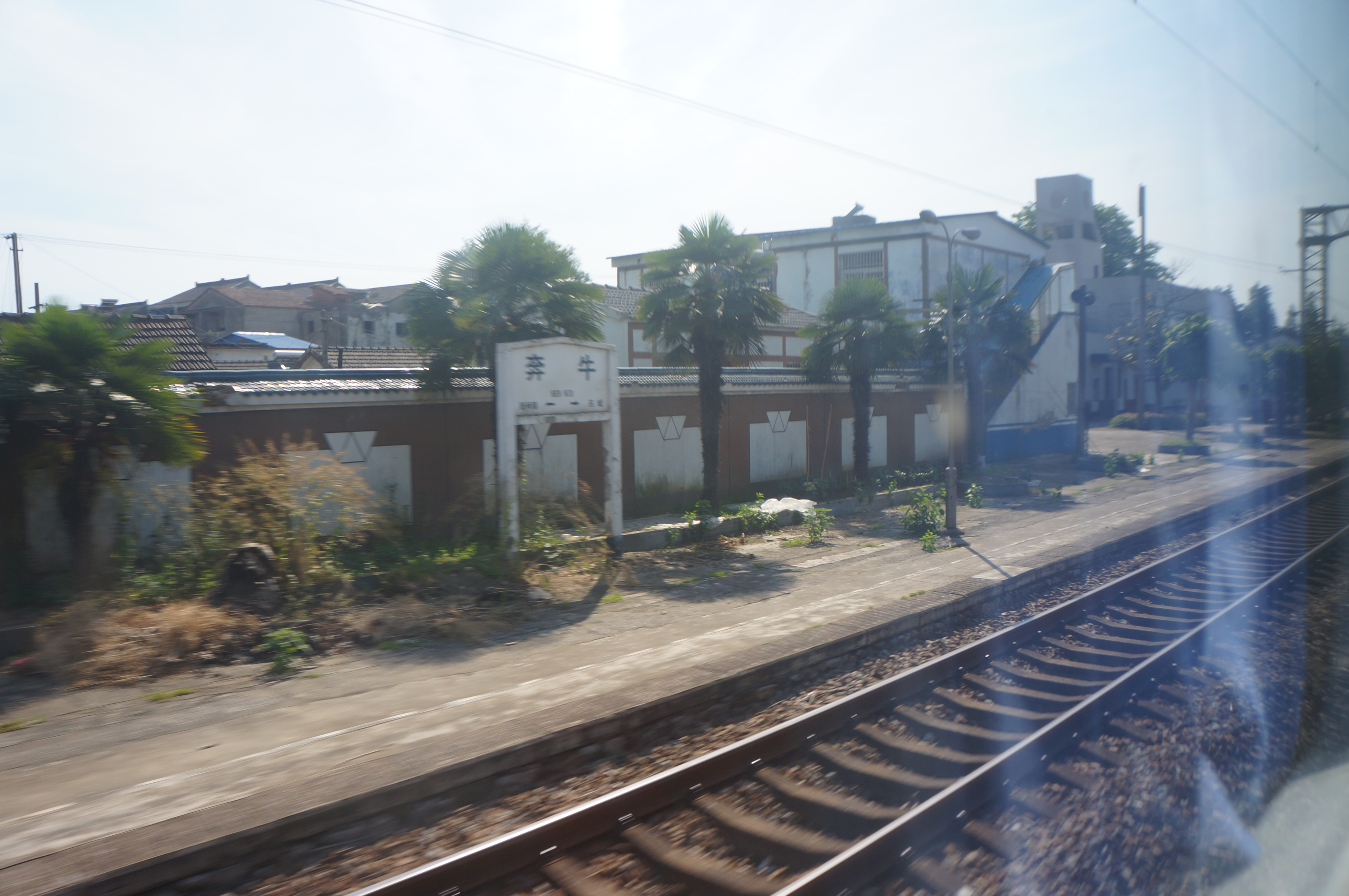
车站站牌
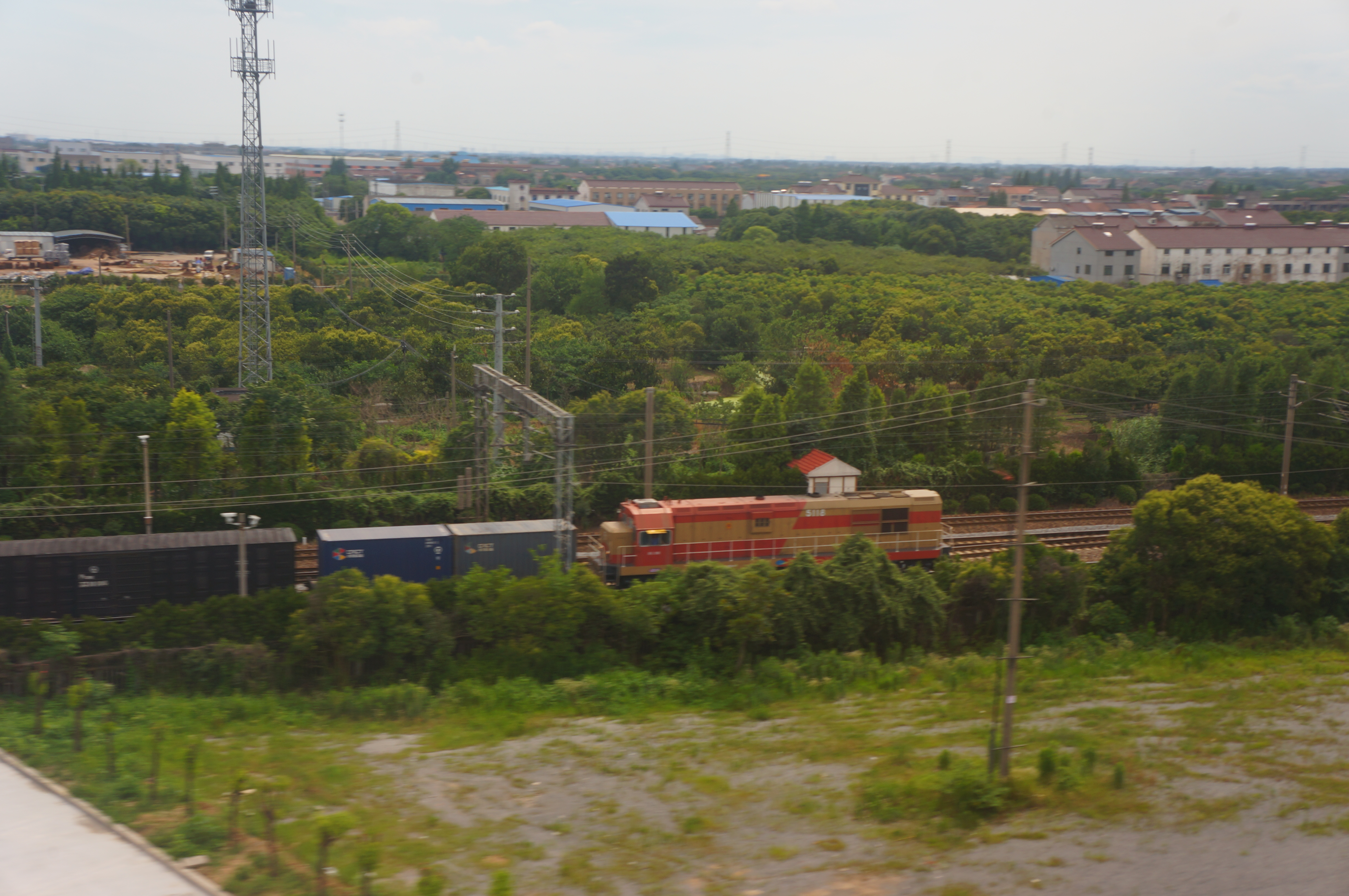
列车出站

## 接驳交通
| 奔牛火车站 | 奔牛火车站                       | 奔牛火车站 | 奔牛火车站     | 奔牛火车站 |
| 编号       | 路线                             | 路线       | 路线           | 备注       |
| ---------- | -------------------------------- | ---------- | -------------- | ---------- |
| 4          | 罗溪首末站                       | ⇆          | 江南商场公交站 |            |
| 57         | 火车站公交中心站（西广场回车场） | →          | 孟河公交中心站 |            |
| 57         | 火车站                           | ←          | 孟河公交中心站 |            |
| 517        | 奔牛万家富                       | ⇆          | 皮革城路桥     |            |